# Ando Hakob

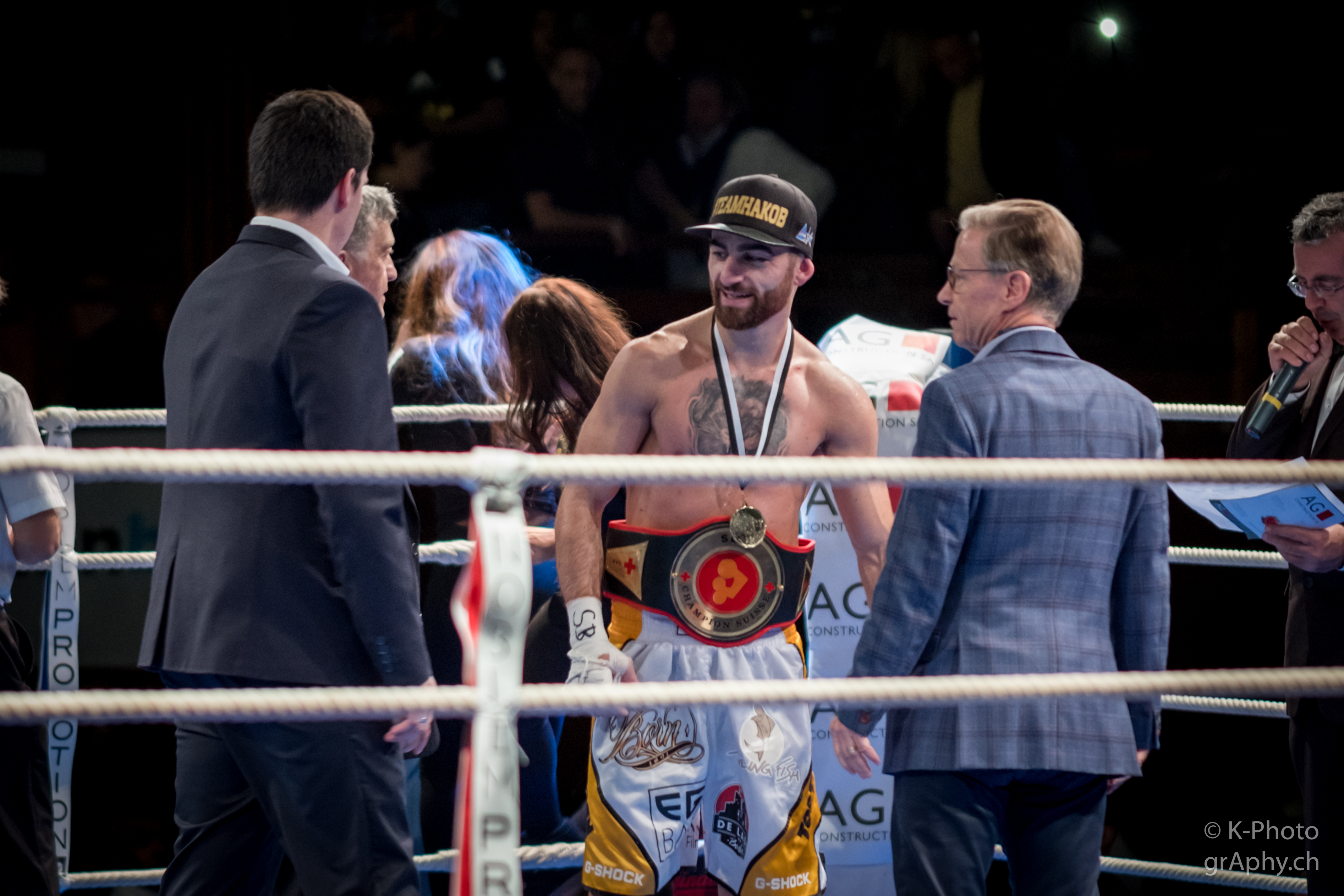
Ando Hakob (2017)

Ando Hakob (* 6. März 1989 in Jerewan, Armenische SSR als Andranik Hakobyan) ist ein Schweizer Profi-Boxer aus Baden. Ando Hakob ist WBF-Intercontinental-Champion im Weltergewicht seit Dezember 2021.

## Leben
Ando Hakob wurde als Sohn des armenischen Elektroingenieurs Hrachik Hakobyan († 2015) und der Silva Shachbazian in der armenischen Hauptstadt Jerewan geboren. Hakob wuchs in ärmlichen Verhältnissen auf. Die ersten sieben Jahre verbrachte er in Jerewan sowie auf dem Bauernhof seiner Grosseltern in der Region Aparan. 1996 flüchtete er mit seiner Familie durch Weissrussland und Polen nach Deutschland. Nach drei Jahren wurde der Asylantrag abgelehnt. Seine Familie verliess Deutschland und reiste weiter nach Frankreich und Spanien. Im August 1999 beantragte die Familie in der Schweiz erfolgreich Asyl. 2011 schloss Ando Hakob eine Ausbildung als kaufmännischer Angestellter ab.

## Anfänge und Amateurkarriere
Mit 18 Jahren fing Ando Hakob mit dem Boxtraining an. Ein Jahr später, am 20. November 2008, gewann er seinen ersten Amateur-Boxkampf. In den Jahren bis 2010 folgten weitere 18 Amateurkämpfe. 2010 gewann er den Schweizer Meistertitel im Halb-Weltergewicht, indem er den mit 85 Kämpfen viel erfahreneren Ricardo Silva Ramos mit 16:12 Punkten bezwang. 2011 bestritt Hakob sein erstes internationales Turnier in Paris und belegte nach Siegen gegen Italien und Deutschland den zweiten Platz. 2012 wechselte Hakob zum Boxclub Singen, wo er mehr als ein Jahr lang ungeschlagen blieb und an weiteren internationalen Turnieren Kämpfe gewann. Seine Bilanz liegt bei 62 Siegen in 67 Amateurkämpfen (62-5-0). Nach einer Schulteroperation wechselte Ando Hakob 2014 in den professionellen Boxsport.

## Profikarriere
Seinen ersten professionellen Boxkampf bestritt Ando Hakob in Frankfurt. Er gewann diesen bereits in der ersten Runde nach einem Knockout. Seinen zweiten Profikampf in Hannover gewann er in der zweiten Runde, ebenfalls durch Knockout. Inzwischen blickt Ando Hakob auf 19 Profikämpfe zurück, wovon er 16 gewinnen konnte. Seine K.-o.-Bilanz liegt bei 32 %. Er rangiert auf Platz 278 der Weltergewicht-Weltrangliste der unabhängigen Plattform BoxRec. Er ist seit seinem Sieg gegen Cedric Kassongo im November 2017 amtierender Schweizer Meister im Super-Leichtgewicht. Am 11. Dezember 2021 gewann er in Baden den Titelkampf gegen Alessandro Fersula um den Intercontinental-Gürtel der World Boxing Federation (WBF) im Weltergewicht.

## Liste der Profikämpfe
| Ergebnis      |                         | Gegner              | Typ | Runden | Datum      | Ort                               |
| ------------- | ----------------------- | ------------------- | --- | ------ | ---------- | --------------------------------- |
| Sieg          | Bulgarien               | Kemal Faik          | KO  | 1/4    | 2015-07-11 | Frankfurt, Deutschland            |
| Sieg          | Turkei                  | Ahmet Ramazan Acar  | TKO | 1/4    | 2015-08-15 | Hannover, Deutschland             |
| Sieg          | Deutschland             | Mazen Girke         | UD  | 6      | 2015-10-02 | Hamburg-Wilhelmsburg, Deutschland |
| Sieg          | Ungarn                  | Istvan Szucs        | PTS | 4      | 2015-12-05 | Spreitenbach, Schweiz             |
| Sieg          | Iran                    | Reza Rahimi         | TKO | 1/4    | 2016-05-22 | Königs Wusterhausen, Deutschland  |
| Sieg          | Ungarn                  | Gyula Vajda         | PTS | 12     | 2016-06-18 | Basel, Schweiz                    |
| Sieg          | Bosnien und Herzegowina | Jovica Kokot        | RTD | 3/4    | 2017-05-06 | Königsbrunn, Deutschland          |
| Sieg          | Frankreich              | Chaquib Fadli       | PTS | 12     | 2017-05-27 | Olten, Schweiz                    |
| Sieg          | Georgien                | Giorgi Gviniashvili | KO  | 5/8    | 2017-10-07 | Bern, Schweiz                     |
| Sieg          | Schweiz                 | Cedric Kassongo     | SD  | 10     | 2017-11-24 | Genf, Schweiz                     |
| Unentschieden | Frankreich              | Morgan Ndong Zue    | SD  | 6      | 2018-04-14 | Basel, Schweiz                    |
| Niederlage    | Ungarn                  | Zoltan Szabo        | UD  | 6      | 2018-04-28 | Offenburg, Deutschland            |
| Sieg          | Georgien                | Bacho Kvaratskhelia | UD  | 6      | 2018-08-25 | Basel, Schweiz                    |
| Sieg          | Frankreich              | Chaquib Fadli       | PTS | 10     | 2018-11-10 | Bruchsal, Deutschland             |
| Sieg          | Lettland                | Ivans Levickis      | KO  | 3/6    | 2018-12-26 | Bern, Schweiz                     |
| Unentschieden | Schweiz                 | Ricardo Silva       | MD  | 10     | 2019-06-01 | Bern, Schweiz                     |
| Sieg          | Frankreich              | Moussa Gary         | MD  | 6      | 2019-08-30 | Uster, Schweiz                    |
| Sieg          | Georgien                | Zaza Amiridze       | UD  | 6      | 2021-08-28 | Basel, Schweiz                    |
| Sieg          | Italien                 | Alessandro Fersula  | UD  | 10     | 2021-12-11 | Baden, Schweiz                    |
| Sieg          | Bosnien und Herzegowina | Adnan Zilic         | TKO | 3/8    | 2022-06-25 | Heilbronn, Deutschland            |

## Sonstiges
Ando Hakob provoziert seine Gegner oft auf Social-Media-Plattformen und im Ring. Der amerikanische Sportsender 120 Sports nannte ihn den schnellsten Boxer der Welt. Von 2009 bis 2011 war Hakob Mitglied des Swiss Boxing Teams. Am 17. Februar 2018 sollte Ando Hakob einen internationalen Profikampf gegen Innocent Anyanwu aus den Niederlanden bestreiten. Da Anyanwus HIV-Test nicht aktuell genug war, fand der Kampf nicht statt. Stattdessen wurde ein Showkampf gegen den französischen Boxer Mevludin Sulejmani aus Strassburg ausgetragen, den Ando Hakob gewann.